# Winterthur-BBC 1-D-1
A Locomotiva SLM-Winterthur/BBC 1-D-1 foi uma locomotiva elétrica fabricada na Suiça para a Companhia Paulista de Estradas de Ferro.

## História
Durante a expansão do seu parque de tração, a Companhia Paulista adquiriu várias locomotivas, a maioria fabricada pela General Electric nos Estados Unidos. Ainda assim, a Companhia Paulista adquiriu duas locomotivas na Europa, de fabricantes distintos: Metropolitan Vickers (Reino Unido) e SLM-Winterthur/Brown, Boveri & Cie da Suíça. Essas pequenas aquisições, de apenas uma locomotiva serviam de teste para futuras encomendas. A Companhia Paulista encomendou um modelo 1-D-1 das empresas suíças SLM-Winterthur e Brown, Boveri & Cie em meados de 1929. A crise econômica que culminou com a Grande Depressão e a Segunda Guerra Mundial na Europa acabaram por anular qualquer encomenda adicional às empresas suíças por parte da Companhia Paulista, que somente conseguiu encomendar novas locomotivas elétricas na década de 1940.
A locomotiva 1-D-1 foi entregue por volta de 1929/30, inicialmente com a numeração 231. Pouco tempo depois, tornou-se 320 e operou esporadicamente até meados dos anos 1960, quando parou de circular por falta de peças, sendo que em 1968 já não mais aparecia na lista de material rodante da empresa ferroviária. Em 1970 foi sucateada pela Companhia Paulista, por ser considerada anti-econômica.
| Numeração (CPEF) | Entrada em serviço | Destino                                                       | Observações                |
| ---------------- | ------------------ | ------------------------------------------------------------- | -------------------------- |
| 320              | 1929               | Desativada na década de 1960 e desmantelada em Jundiaí, 1970. | Ex 231 (1ª Numeração CPEF) |